# Dirhinus galesusaeformis
Dirhinus galesusaeformis is een vliesvleugelig insect uit de familie bronswespen (Chalcididae). De wetenschappelijke naam is voor het eerst geldig gepubliceerd in 1957 door Risbec.